# 前甸镇
前甸镇，是中华人民共和国辽宁省抚顺市顺城区下辖的一个乡镇级行政单位。

## 行政区划
前甸镇下辖以下地区：
启东社区、前兴社区、大道村、靠山村、台山村、鲍家村、二道鲜村、二道汉村、詹家村、前甸村、关岭村、大柳村、李其村、三家子村、中二村、上头村和门进村。